# Parapallene haddoni
Parapallene haddoni is een zeespin uit de familie Callipallenidae. De soort behoort tot het geslacht Parapallene. Parapallene haddoni werd in 1892 voor het eerst wetenschappelijk beschreven door Carpenter. 